# Apate lignicolor
Apate lignicolor är en skalbaggsart som beskrevs av Leon Fairmaire 1883. Apate lignicolor ingår i släktet Apate och familjen kapuschongbaggar. Inga underarter finns listade i Catalogue of Life.

## Bildgalleri

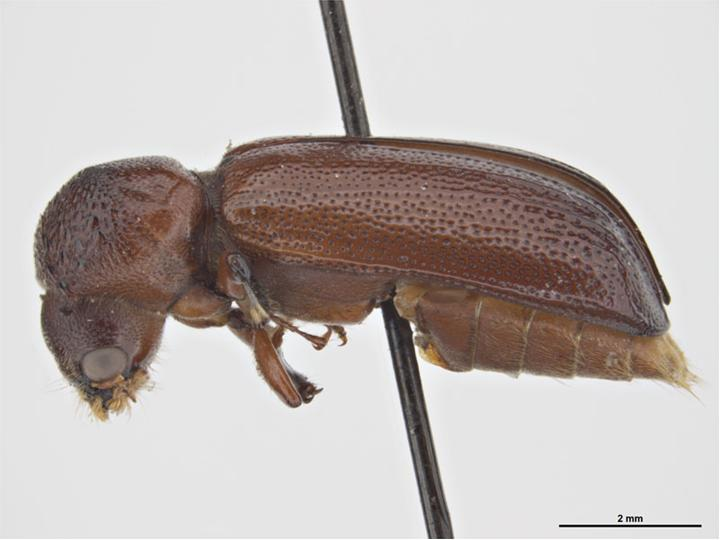